# Proctor (Marvel Comics)
Proctor est un super-vilain créé par Marvel Comics. Il est apparu pour la première fois dans Avengers #344, en 1992.

## Origines
Proctor est issu d'une réalité alternative, la Terre-374, où il était le Chevalier Noir (Dane Whitman), et le leader des Vengeurs. Dans cette réalité, l'Eternelle Circé et lui formaient un couple, lié mentalement. Mais la magicienne se lassa et l'abandonna. Par vengeance, il utilisa la malédiction de l'épée d'ébène pour la rendre folle, et elle détruisit la Terre-374. Proctor la tua alors.
Errant dans ce qui restait de son monde, il rencontra un survivant, Ute le Gardien, qui lui apprit qu'il existait d'innombrables autres réalités. Devenu lui aussi fou, il utilisa le pouvoir du Gardien pour voyager à travers les réalités et y tuer chaque Circé existante, ce qu'il accomplit pendant des années, assassinant par la même occasion les Vengeurs se mettant en travers de sa route, et détruisant parfois des univers entiers. Ainsi, il élimina une centaine de Circé alternatives, et recruta une troupe de choc (comme Mère Cassandra, Tabula Rasa, le gigantesque Sloth, et Magdalene de la Terre-9201, qui devint sa maîtresse), les Gatherers.
Proctor atteignit un jour la Terre-616 où il établit secrètement une citadelle sur l'Himalaya. Il envoya son Swordsman et Magdalene attaquer les Vengeurs, puis utilisa son lien mental (le "Gann josin") pour troubler la psyché de Circé qui tua plusieurs de ses conquêtes d'un soir. Lors d'un combat contre les Vengeurs, le Swordsman fut capturé et il s'allia avec les Vengeurs.
Pendant ce temps, Proctor enleva la Vision et la remplaça par la Vision de la Terre-932. L'androïde tenta d'assassiner Swordsman mais échoua, et les Vengeurs traquèrent Proctor dans une contre-attaque. Là, Proctor découvrit que le couple Circé-Chevalier Noir existait aussi, et il s'échappa en se téléportant, abandonnant ses Gatherers.
Il recruta de nouveaux hommes de main (des versions alternatives de Jocaste, Korg, Rick Jones...) et attaqua de nouveau les Vengeurs, tandis que la folie de Circé propageait le chaos et la destruction sur l'île de Manhattan. Lors du combat final, Circé retrouva ses esprits et elle empala Proctor sur son épée mystique. Ute le Gardien utilisa son énergie pour réparer les dégâts occasionnés à la réalité-616, et il ouvrit un portail pour que Circé puisse quitter la Terre afin de se libérer de sa folie. Dane Whitman décida de partir avec elle.

## Pouvoirs
- Double alternatif de Dane Whitman, Proctor possédait une force de Classe 10, dont on ignore l'origine.
- C'était un télékinésiste de niveau moyen, et il possédait un don de télépathie limité.
- Grâce à des appareils hi-tech, il pouvait se téléporter, et troubler les cerveaux à un niveau biochimique.
- Il possédait un lien mental avec les Circés de toutes les dimensions, ce qui lui permettait de les traquer et de les plonger parfois dans la folie.
- Bretteur de grand talent, il possédait une épée mystique presque indestructible, dont la lame tranchait toute matière.